# Armée populaire de libération (Birmanie)

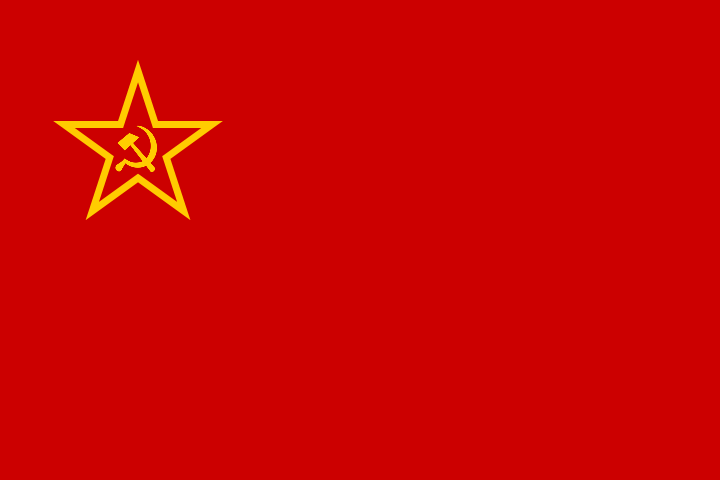

L'Armée populaire de libération (birman : ပြည်သူ့လွတ်မြောက်ရေးတပ်မတော် ; abrégé en PLA) est un groupe rebelle communiste en Birmanie. Il s'agit de la branche armée du Parti communiste clandestin de Birmanie, dont les cadres se sont réarmés après que la Tatmadaw (l'armée de la Birmanie) ait renversé le gouvernement civil en 2021.
"Armée populaire de libération" est également le nom de la première branche armée du Parti communiste birman, qui doit son nom à l'Armée populaire de libération de Chine.

## Histoire

### Prédécesseurs
Le Parti communiste de Birmanie (PCB) mène une insurrection, principalement dans l'État shan, de 1948 à 1989. Au début, la branche armée du parti est appelée l'Armée populaire de libération (PLA), homonyme de l'Armée populaire de libération de Chine fondée à la même époque. En septembre 1950, la PLA fusionne avec des régiments de l'Armée révolutionnaire birmane commandée par le communiste Bo Zeya, et forme l'Armée populaire. L'Armée populaire est dissoute après une mutinerie de 1989 qui force les dirigeants du PCB à s'exiler en Chine,. L'Armée de l'Alliance nationale démocratique de Birmanie (MNDAA) et l'United Wa State Army naissent de ces scissions,.

### Refondation en 2021

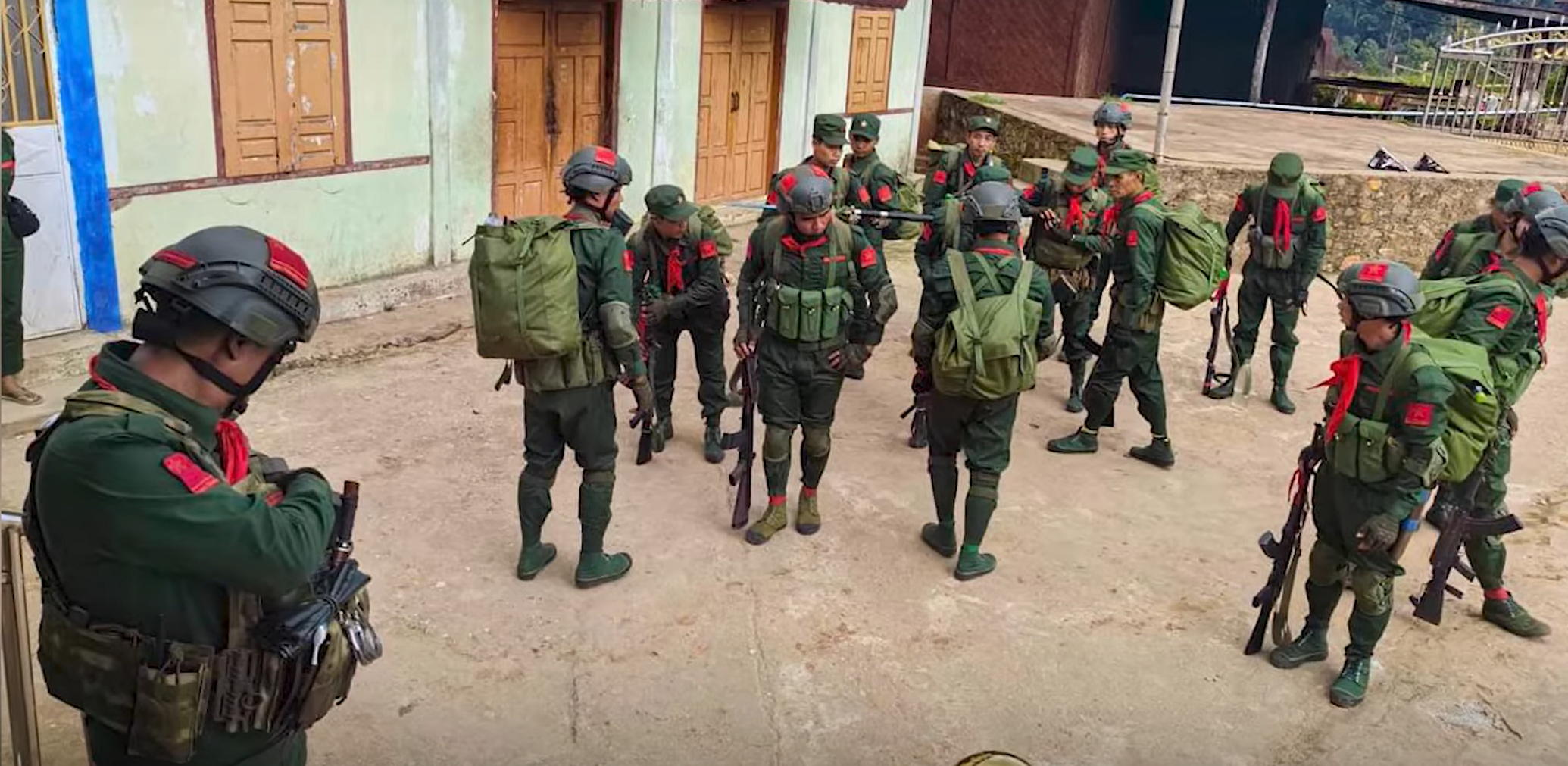
Les troupes de la PLA en 2024.

Le 1er février 2021, la Tatmadaw renverse les membres démocratiquement élus du gouvernement civil de Birmanie lors d'un coup d'État et établit une junte nommée Conseil administratif d'État (SAC). Le CPB publie une déclaration le même jour, condamnant le coup d'État et appelant à un front uni contre la Tatmadaw.
Les cadres du PCB rentrent en Birmanie par la frontière avec la Chine en mars 2021. Cinq mois plus tard, en août 2021, le PCB annonce qu'il s'est réarmé et a créé une nouvelle branche armée pour mener une guerre populaire contre le SAC. Le parti choisit le nom de PLA en hommage à sa précédente résistance armée,. L'Armée pour l'indépendance kachin (KIA) fournit aux troupes de la PLA leur premier approvisionnement en armes et en équipement.
En 2023, la PLA affirme disposer d'une force active de 1 000 hommes. À cette époque, elle combat aux côtés des Forces de défense du peuple dans la région de Tanintharyi.
De juillet à septembre 2024, la PLA autorise 138 éléphants et leurs dresseurs à se réfugier dans son camp près de Mandalay. Ces derniers ont fui les camps forestiers gérés par la junte, où les éléphants sont utilisés pour transporter des grumes à travers la jungle dense. La PLA déclare vouloir protéger les éléphants des trafiquants et les dresseurs de la Tatmadaw jusqu'au renversement de la junte,.
Dans une interview accordée en 2025 à Democratic Voice of Burma, la secrétaire générale de la PLA, Ni Ni Kyaw, déclare que la PLA a été reconstituée pour "éliminer les fascistes [et la] dictature militaire, et pour libérer tous les groupes du peuple birman de l'oppression". Elle note que la PLA combat dans de nombreuses régions, notamment dans le nord de l'État shan et dans les régions de Mandalay, Sagaing, Magway et Tanintharyi.

## Idéologie
À l'instar de son parti fondateur, la PLA adhère au marxisme-léninisme et à la pensée de Mao Zedong. La PLA s'oppose à l'ethnonationalisme et au séparatisme, affirmant que la Birmanie doit être unifié en un État fédéral avec des régions autonomes réservées aux minorités ethniques du pays.